# Шерта
Ше́рта (кат. Xerta, вимова літературною каталанською [ʃέɾtə]) — муніципалітет, розташований в Автономній області Каталонія, в Іспанії. Код муніципалітету за номенклатурою Інституту статистики Каталонії — 430521. Знаходиться у районі (кумарці) Баш-Ебра (коди району — 09 та BB) провінції Таррагона, згідно з новою адміністративною реформою перебуватиме у складі Ебрської баґарії (округи).

## Назва муніципалітету
Назва муніципалітету походить від іберійського слова, пов'язаного з річкою у провінції Бетіка Certis та містом, що розташовувалося у тій самій провінції Certima.

## Населення
Населення міста (у 2007 р.) становить 1.296 осіб (з них менше 14 років — 12,4 %, від 15 до 64 — 60,7 %, понад 65 років — 26,9 %). У 2006 р. народжуваність склала 6 осіб, смертність — 15 осіб, зареєстровано 4 шлюби. У 2001 р. активне населення становило 465 осіб, з них безробітних — 45 осіб.

Серед осіб, які проживали на території міста у 2001 р., 1.079 народилися в Каталонії (з них 937 осіб у тому самому районі, або кумарці), 101 особа приїхала з інших областей Іспанії, а 30 осіб приїхало з-за кордону. 

Вищу освіту має 9 % усього населення. 

У 2001 р. нараховувалося 438 домогосподарств (з них 22,1 % складалися з однієї особи, 26,7 % з двох осіб,21,9 % з 3 осіб, 17,8 % з 4 осіб, 7,1 % з 5 осіб, 3,2 % з 6 осіб, 0,7 % з 7 осіб, 0 % з 8 осіб і 0,5 % з 9 і більше осіб).

Активне населення міста у 2001 р. працювало у таких сферах діяльності: у сільському господарстві — 8,1 %, у промисловості — 21,9 %, на будівництві — 18,6 % і у сфері обслуговування — 51,4 %. 

 У муніципалітеті або у власному районі (кумарці) працює 160 осіб, поза районом — 304 особи.

### Безробіття
У 2007 р. нараховувалося 36 безробітних (у 2006 р. — 47 безробітних), з них чоловіки становили 47,2 %, а жінки — 52,8 %.

## Економіка

### Підприємства міста

#### Промислові підприємства
| \| Промислові підприємства міста, за сферою діяльності \| Промислові підприємства міста, за сферою діяльності \| Промислові підприємства міста, за сферою діяльності \| \| Рік \| 2002 р. \| 2001 р. \| \| --------------------------------------------------- \| --------------------------------------------------- \| --------------------------------------------------- \| \| Енергетичні та водні ресурси \| 0 % \| 0 % \| \| Хімія та метали \| 0 % \| 0 % \| \| Переробка металів \| 11,1 % \| 20 % \| \| Продукти харчування \| 33,3 % \| 30 % \| \| Текстиль \| 11,1 % \| 10 % \| \| Виробництво меблів, видання \| 44,4 % \| 40 % \| \| Інше \| 0 % \| 0 % \| \| Усього підприємств \| 9 \| 10 \| |         |         |
| Промислові підприємства міста, за сферою діяльності |         |         |
| Рік | 2002 р. | 2001 р. |
| Енергетичні та водні ресурси | 0 %     | 0 %     |
| Хімія та метали | 0 %     | 0 %     |
| Переробка металів | 11,1 %  | 20 %    |
| Продукти харчування | 33,3 %  | 30 %    |
| Текстиль | 11,1 %  | 10 %    |
| Виробництво меблів, видання | 44,4 %  | 40 %    |
| Інше | 0 %     | 0 %     |
| Усього підприємств | 9       | 10      |

#### Роздрібна торгівля
| \| Підприємства роздрібної торгівлі міста, за сферою діяльності \| Підприємства роздрібної торгівлі міста, за сферою діяльності \| Підприємства роздрібної торгівлі міста, за сферою діяльності \| \| Рік \| 2002 р. \| 2001 р. \| \| ------------------------------------------------------------ \| ------------------------------------------------------------ \| ------------------------------------------------------------ \| \| Продукти харчування \| 58,8 % \| 60,9 % \| \| Одяг та взуття \| 11,8 % \| 4,3 % \| \| Товари для дому \| 0 % \| 0 % \| \| Книги та періодичні видання \| 0 % \| 0 % \| \| Промислова хімічна продукція \| 17,6 % \| 17,4 % \| \| Продукція, пов'язана з транспортними засобами \| 0 % \| 0 % \| \| Інше \| 11,8 % \| 17,4 % \| \| Усього підприємств \| 17 \| 23 \| |         |         |
| Підприємства роздрібної торгівлі міста, за сферою діяльності |         |         |
| Рік | 2002 р. | 2001 р. |
| Продукти харчування | 58,8 %  | 60,9 %  |
| Одяг та взуття | 11,8 %  | 4,3 %   |
| Товари для дому | 0 %     | 0 %     |
| Книги та періодичні видання | 0 %     | 0 %     |
| Промислова хімічна продукція | 17,6 %  | 17,4 %  |
| Продукція, пов'язана з транспортними засобами | 0 %     | 0 %     |
| Інше | 11,8 %  | 17,4 %  |
| Усього підприємств | 17      | 23      |

#### Сфера послуг
| \| Підприємства міста, що працюють у сфері послуг, за діяльністю \| Підприємства міста, що працюють у сфері послуг, за діяльністю \| Підприємства міста, що працюють у сфері послуг, за діяльністю \| \| Рік \| 2002 р. \| 2001 р. \| \| ------------------------------------------------------------- \| ------------------------------------------------------------- \| ------------------------------------------------------------- \| \| Гуртова торгівля \| 0 % \| 0 % \| \| Готелі та готельний бізнес \| 21,9 % \| 17,2 % \| \| Транспорт та зв'язок \| 9,4 % \| 10,3 % \| \| Посередницькі фінансові послуги \| 12,5 % \| 13,8 % \| \| Послуги підприємствам \| 0 % \| 0 % \| \| Послуги фізичним особам \| 50 % \| 55,2 % \| \| Нерухомість та ін. \| 6,2 % \| 3,4 % \| \| Усього підприємств \| 32 \| 29 \| |         |         |
| Підприємства міста, що працюють у сфері послуг, за діяльністю |         |         |
| Рік | 2002 р. | 2001 р. |
| Гуртова торгівля | 0 %     | 0 %     |
| Готелі та готельний бізнес | 21,9 %  | 17,2 %  |
| Транспорт та зв'язок | 9,4 %   | 10,3 %  |
| Посередницькі фінансові послуги | 12,5 %  | 13,8 %  |
| Послуги підприємствам | 0 %     | 0 %     |
| Послуги фізичним особам | 50 %    | 55,2 %  |
| Нерухомість та ін. | 6,2 %   | 3,4 %   |
| Усього підприємств | 32      | 29      |

## Житловий фонд
У 2001 р. 16,4 % усіх родин (домогосподарств) мали житло метражем до 59 м2, 22,4 % — від 60 до 89 м2, 40,6 % — від 90 до 119 м2 і
20,5 % — понад 120 м2.

З усіх будівель у 2001 р. 24 % було одноповерховими, 65,2 % — двоповерховими, 10,1 % — триповерховими, 0,6 % — чотириповерховими, 0,1 % — п'ятиповерховими, 0 % — шестиповерховими,
0 % — семиповерховими, 0 % — з вісьмома та більше поверхами.

## Автопарк
| \| Автомобілі, зареєстровані у місті, за призначенням \| Автомобілі, зареєстровані у місті, за призначенням \| Автомобілі, зареєстровані у місті, за призначенням \| \| Рік \| 2006 р. \| 2005 р. \| \| -------------------------------------------------- \| -------------------------------------------------- \| -------------------------------------------------- \| \| Приватні автомобілі \| 61 % \| 61,2 % \| \| Мотоцикли \| 8,7 % \| 7,8 % \| \| Вантажівки \| 27,6 % \| 28,1 % \| \| Трактори \| 0,3 % \| 0,3 % \| \| Автобуси та ін. \| 2,4 % \| 2,5 % \| \| Усього автомобілів \| 918 шт. \| 871 шт. \| |         |         |
| Автомобілі, зареєстровані у місті, за призначенням |         |         |
| Рік | 2006 р. | 2005 р. |
| Приватні автомобілі | 61 %    | 61,2 %  |
| Мотоцикли | 8,7 %   | 7,8 %   |
| Вантажівки | 27,6 %  | 28,1 %  |
| Трактори | 0,3 %   | 0,3 %   |
| Автобуси та ін. | 2,4 %   | 2,5 %   |
| Усього автомобілів | 918 шт. | 871 шт. |

## Вживання каталанської мови
У 2001 р. каталанську мову у місті розуміли 99,2 % усього населення (у 1996 р. — 99,8 %), вміли говорити нею 93,3 % (у 1996 р. — 97,3 %), вміли читати 72,6 % (у 1996 р. — 75,3 %), вміли писати 37,4 % (у 1996 р. — 36 %). Не розуміли каталанської мови 0,8 %.

## Політичні уподобання
У виборах до Парламенту Каталонії у 2006 р. взяло участь 693 особи (у 2003 р. — 773 особи). Голоси за політичні сили розподілилися таким чином:
| \| Вибори до Парламенту Каталонії \| Вибори до Парламенту Каталонії \| Вибори до Парламенту Каталонії \| \| Рік \| 2006 р. \| 2003 р. \| \| -------------------------------------- \| ------------------------------ \| ------------------------------ \| \| Конвергенція та Єднання (CiU) \| 41 % \| 45,1 % \| \| Соціалістична партія Каталонії (PSC) \| 28,4 % \| 26,6 % \| \| Народна партія (PP) \| 2,6 % \| 2,7 % \| \| Ініціатива за Каталонію — Зелені (ICV) \| 5,6 % \| 4,3 % \| \| Республіканська лівиця Каталонії (ERC) \| 20,5 % \| 21,2 % \| \| Громадяни — Громадянська партія (C's) \| 0,1 % \| 0 % \| \| Інші \| 1,7 % \| 0 % \| |         |         |
| Вибори до Парламенту Каталонії |         |         |
| Рік | 2006 р. | 2003 р. |
| Конвергенція та Єднання (CiU) | 41 %    | 45,1 %  |
| Соціалістична партія Каталонії (PSC) | 28,4 %  | 26,6 %  |
| Народна партія (PP) | 2,6 %   | 2,7 %   |
| Ініціатива за Каталонію — Зелені (ICV) | 5,6 %   | 4,3 %   |
| Республіканська лівиця Каталонії (ERC) | 20,5 %  | 21,2 %  |
| Громадяни — Громадянська партія (C's) | 0,1 %   | 0 %     |
| Інші | 1,7 %   | 0 %     |

У муніципальних виборах у 2007 р. взяло участь 836 осіб (у 2003 р. — 818 осіб). Голоси за політичні сили розподілилися таким чином:
| \| Муніципальні вибори \| Муніципальні вибори \| Муніципальні вибори \| \| Рік \| 2007 р. \| 2003 р. \| \| -------------------------------------- \| ------------------- \| ------------------- \| \| Конвергенція та Єднання (CiU) \| 43,2 % \| 55 % \| \| Соціалістична партія Каталонії (PSC) \| 32,2 % \| 25,8 % \| \| Народна партія (PP) \| 0 % \| 0 % \| \| Ініціатива за Каталонію — Зелені (ICV) \| 0 % \| 0 % \| \| Республіканська лівиця Каталонії (ERC) \| 24,6 % \| 19,2 % \| \| Громадяни — Громадянська партія (C's) \| 0 % \| 0 % \| \| Інші \| 0 % \| 0 % \| |         |         |
| Муніципальні вибори |         |         |
| Рік | 2007 р. | 2003 р. |
| Конвергенція та Єднання (CiU) | 43,2 %  | 55 %    |
| Соціалістична партія Каталонії (PSC) | 32,2 %  | 25,8 %  |
| Народна партія (PP) | 0 %     | 0 %     |
| Ініціатива за Каталонію — Зелені (ICV) | 0 %     | 0 %     |
| Республіканська лівиця Каталонії (ERC) | 24,6 %  | 19,2 %  |
| Громадяни — Громадянська партія (C's) | 0 %     | 0 %     |
| Інші | 0 %     | 0 %     |